# Хохлатый желтобрюхий тиранн
Хохлатый желтобрюхий тиранн (лат. Myiarchus crinitus) — вид воробьиных птиц из семейства тиранновых (Tyrannidae). Это наиболее распространённый представитель рода Myiarchus в Северной Америке, он встречается на большей части восточных и средне-западных частей континента. 

## Таксономия
Хохлатый желтобрюхий тиранн был описан Карлом Линнеем в десятом издании его Systema Naturae в 1758 году. Он отнес его к роду Turdus. Видовое название от лат. crinis — волосы. 
Сейчас это один из 22 видов рода Myiarchus, который был введён немецким орнитологом Жаном Кабанисом в 1844 году. Подвидов не выделяют.

## Описание
Хохлатый желтобрюхий тиранн достигает длины 17–21 см и массы от 27 до 48 г; размах крыльев около 34 см. Половой диморфизм не выражен. Взрослые особи коричневатые сверху и жёлтые снизу; у них длинный ржаво-коричневый хвост и густой гребень. Горло и грудь серые.

## Распространение и среда обитания
Гнездовой ареал охватывает весь восток Соединенных Штатов, включая северную и южную части Флориды, части Техаса,  Оклахомы, а также восточную и центральную части Северной Дакоты. В Канаде распространение ограничено югом Манитобы, крайними южными частями Онтарио, Квебека, северо-востоком Новой Шотландии и югом острова Принца Эдуарда.
Зимний ареал включает большую часть южной Мексики и полуострова Юкатан и простирается вдоль побережий Центральной Америки. На юге полуострова Флорида этого тиранна можно встретить круглый год. 
Хохлатый желтобрюхий тиранн чаще всего гнездятся в лиственных лесах, на окраинах полян и в смешанных лесах. Они отдают предпочтение местообитаниям с несомкнутым пологом, например, вторичным лесам или лесам выборочной рубки.
Сомкнутых хвойных лесных сообществ птицы стараются избегать.

## Поведение

### Питание
Большую часть рациона хохлатых желтобрюхих тираннов составляют насекомые и другие беспозвоночные, но они также иногда едят мелкие фрукты и ягоды. Излюбленная добыча — бабочки, жуки, кузнечики, сверчки, а также пчелы и осы.
Наиболее распространённым методом охоты является довольно пассивная стратегия ожидания. Сидя под высокими кронами, они ищут добычу во всех направлениях, что часто сопровождается характерным покачиванием головой. Заметив объект, птица пикируют вниз и, если промахнулась, то может преследовать добычу. Этих птиц также можно увидеть зависающими при сборе насекомых или ягод с деревьев. Фрукты и ягоды при поедании проглатываются целиком, а косточки позже отрыгиваются.

### Вокализация
Самец поёт на рассвете. Песня состоит из трёх частей: два коротких посвиста и мягкое низкое churr. 
Встревоженные птицы издают серию быстрых восходящих huit, huit, huit. Самый характерный звук — это одинокое громкое «пип-пип», сигнал коммуникации между птицами, в том числе родителями и слётками]. Более быстрое повторение этого крика часто сигнализирует о приближении хищников к гнезду. 

### Размножение
Хохлатый желтобрюхий тиранн — моногамная птица. Если оба партнёра вернутся с зимовки, то пара может воссоединиться.
На юге ареала строительство гнёзд начинается уже в середине апреля, на севере - в июне. Строительство гнезда почти полностью осуществляется самкой, а самец  охраняет свою партнершу. Для гнезда птицы выбирают достаточно большие по размеру полости - дупла естественного происхождения или сделанные другими дуплогнёздниками. Могут также использовать скворечники и другие искусственные конструкции. Большинство гнёзд расположены на высоте от 2 до 6 метров от земли. Само гнездо строится в течение 2–4 дней и состоит в основном из растительных остатков, таких как трава, мох, листья, а также кусочков меха и перьев животных, кусков сброшенной змеиной кожи и искусственных материалов (веревок, лент, ткани и пластиковых предметов). Внутренний диаметр гнезда колеблется в пределах 7–9 см.
Кладка состоит из 4-8 яиц, которые насиживает только самка в среднем две недели. После вылупления птенцы  проводят в гнезде еще две недели. В это время оба родителя кормят птенцов насекомыми.